# Tewhatewha
Un Tewhatewha est une arme à long manche et en forme de hache, type casse-tête, utilisée par les Maoris, le peuple indigène de la Nouvelle-Zélande. 

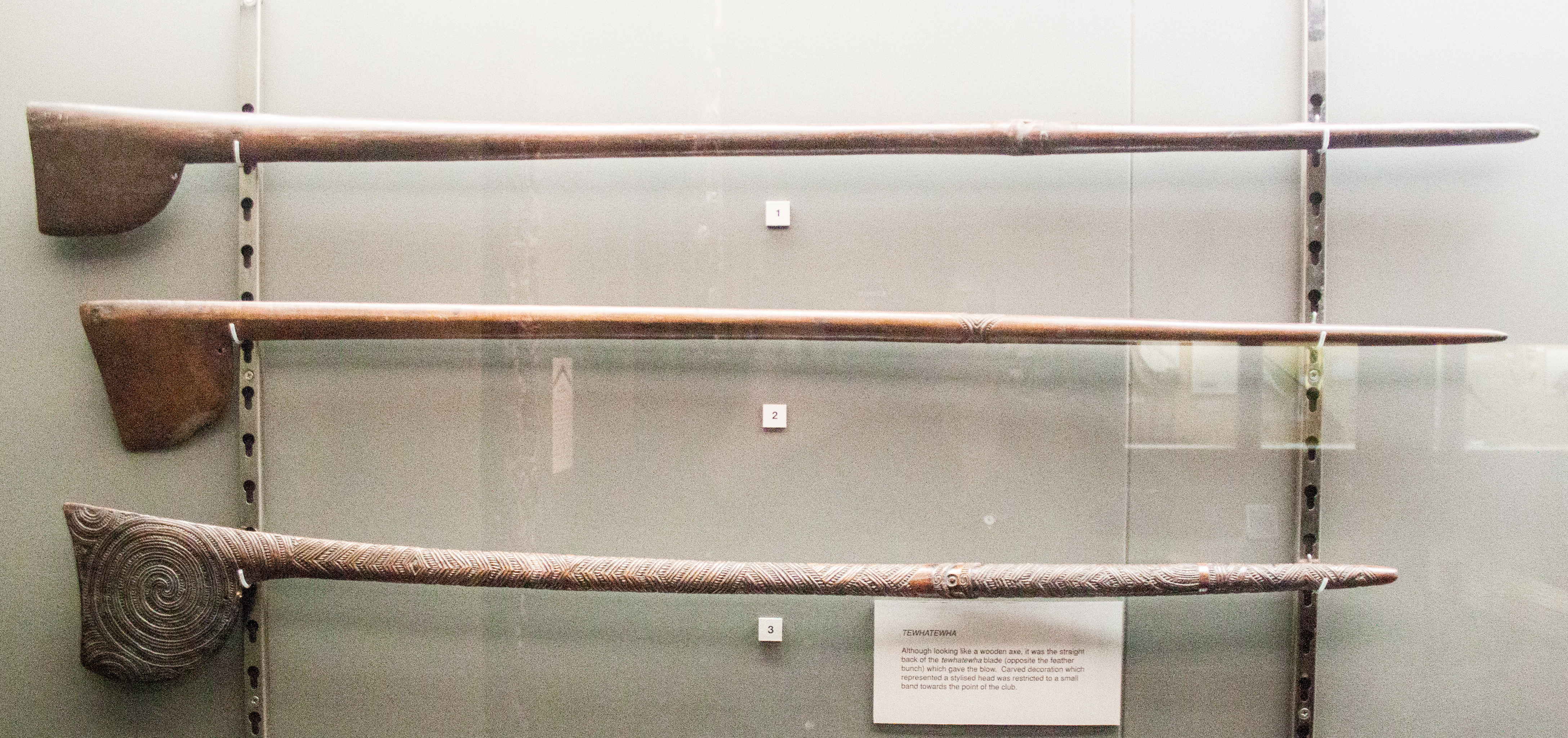
Collection de Tewhatewhas du Musée d'Otago

## Caractéristiques
Ce long casse-tête a été conçu pour frapper l'adversaire avec le bord avant droit, plus épais. Il était courant pour le tewhatewha d’être décoré avec des plumes de faucon. De nos jours le tewhatewha sert de symbole du commandement dans la Royal New Zealand Navy. Le tambour major de l'armée néo zélandaise utilise un tewhatewha pour guider la marche et garder le tempo.

## Galerie

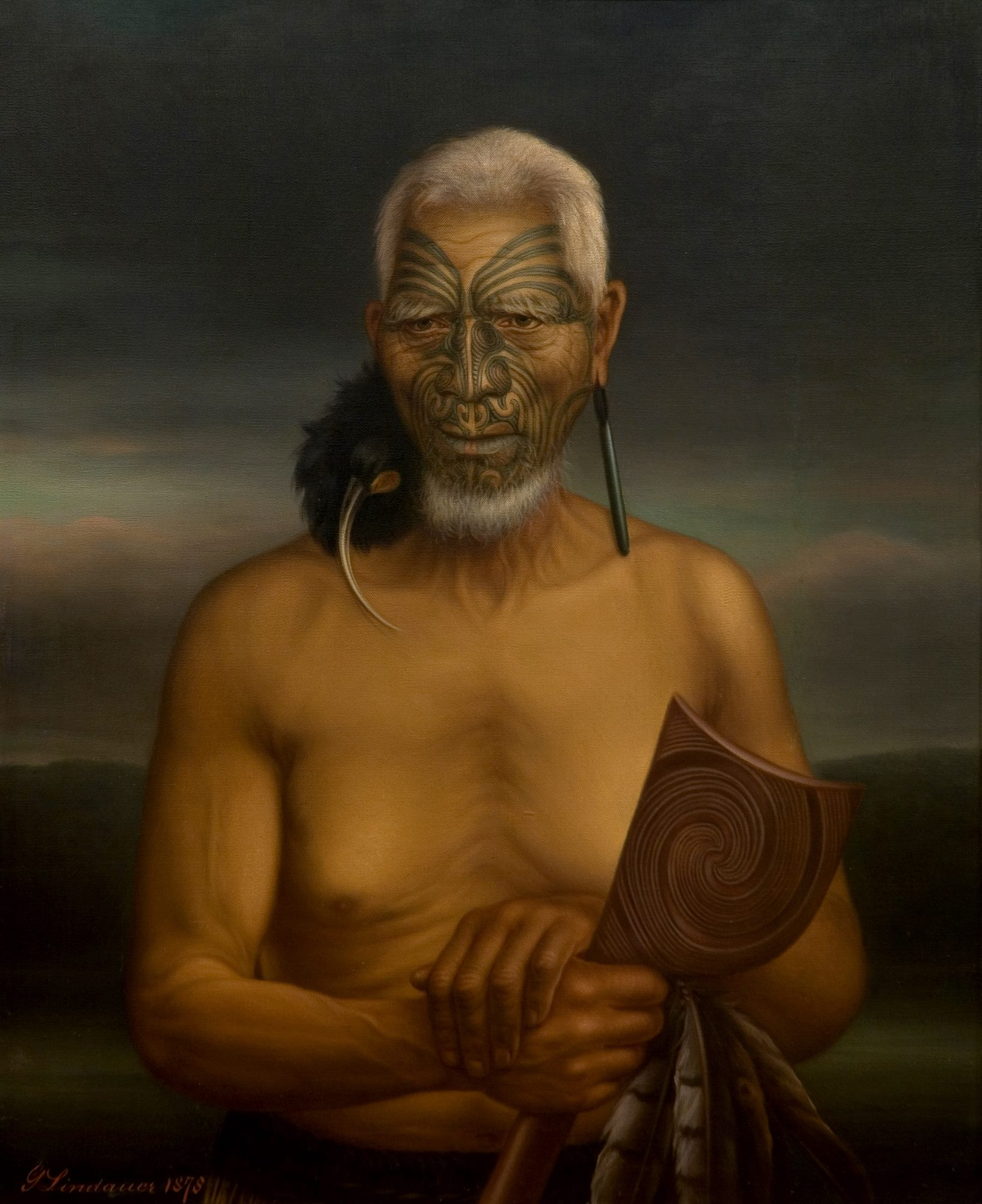
Tukukino, peinture de 1878 par Gottfried Lindauer
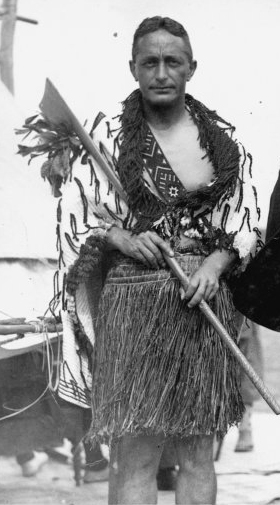
Pei Te Hurinui Jones (1898-1976) arborant un tewhatewha
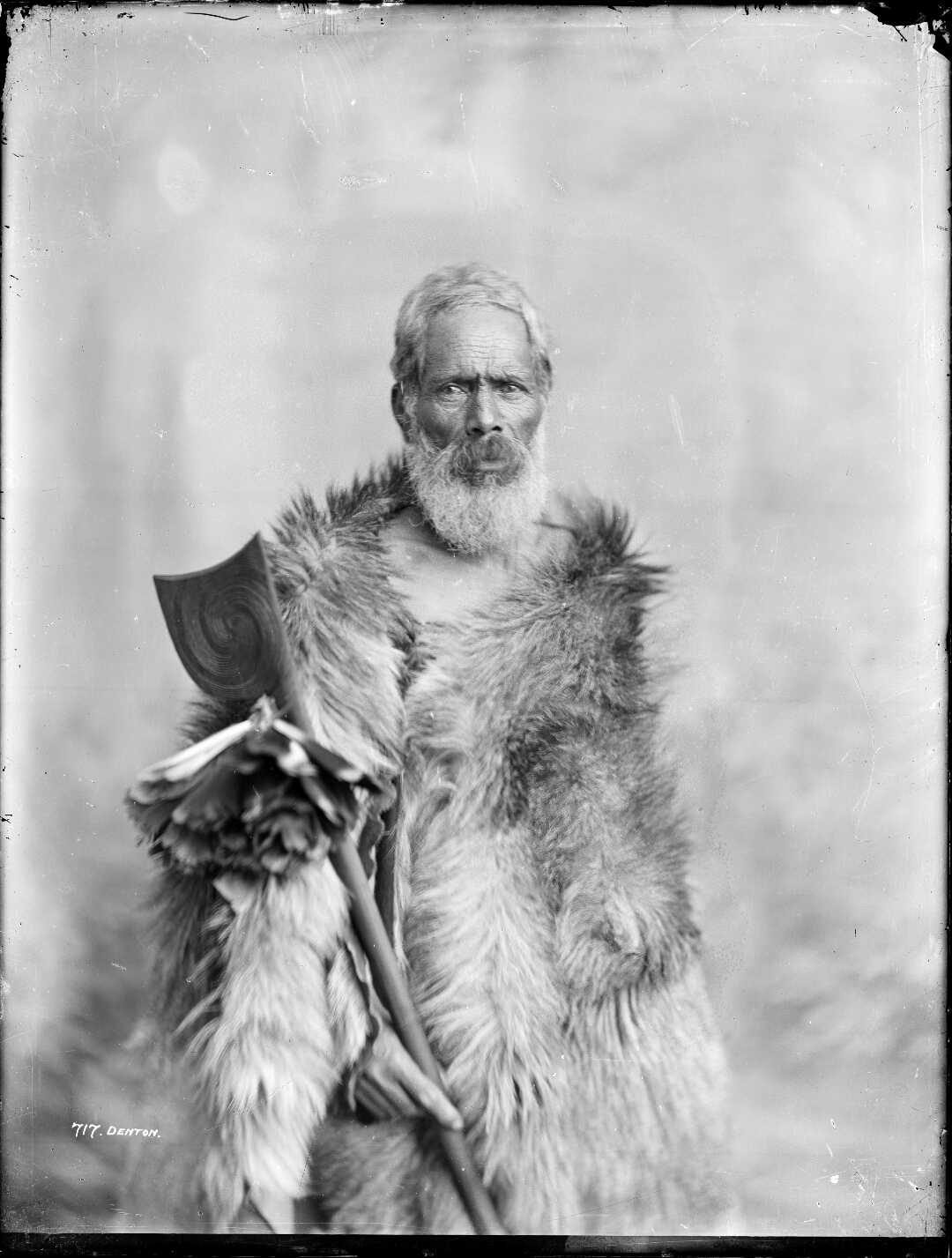
Maori portant un Tewhatewha en 1910
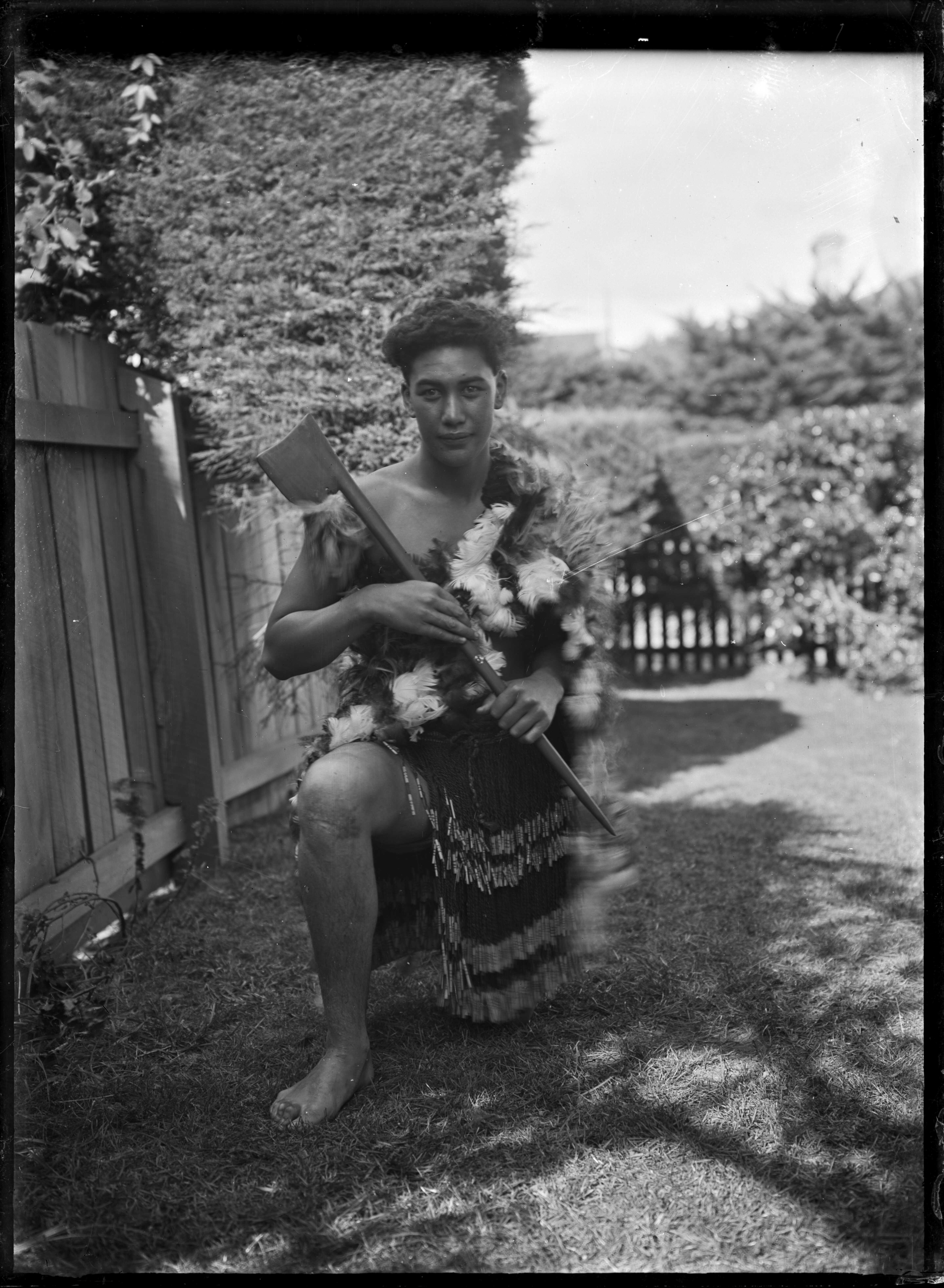
Dave Park avec un tewhatewha en 1917
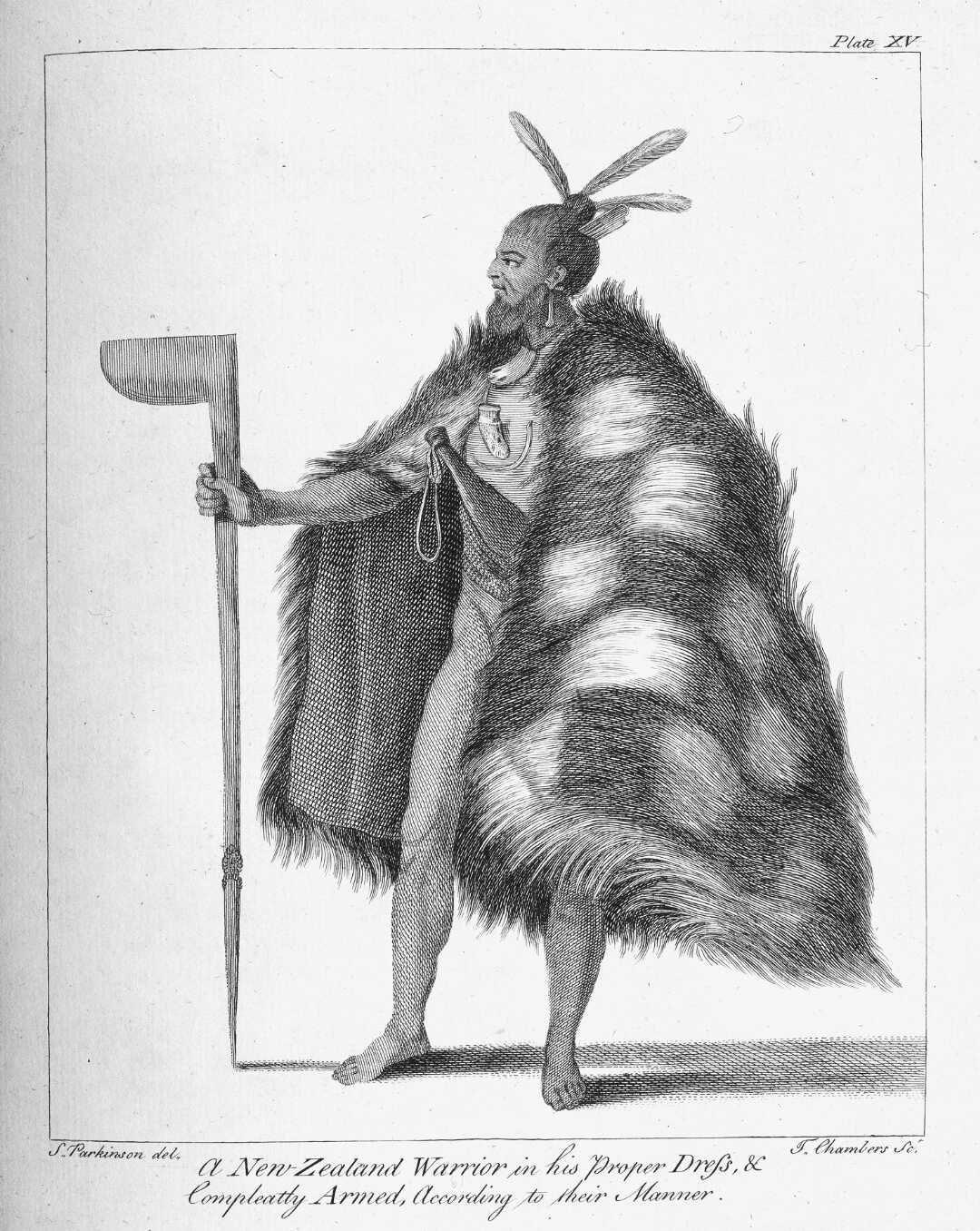
Dessin de 1773